# Orthostixinae
Die Orthostixinae sind eine kleine Unterfamilie der Spanner (Geometridae), die zu den Schmetterlingen gehören. Derzeit werden 17 Arten in vier Gattungen zu dieser Unterfamilie gerechnet.

## Merkmale
Die gemeinsamen Merkmale der Arten dieser Unterfamilie liegen in der Äderung der Flügel. Die Adern Sc+R1 und RR sind nicht verwachsen, aber mit kurzer Ader (r1) zwischen Sc und Rs. Ader M2 ist vorhanden, ebenso A1. A2 ist lang und A3 ungefähr 1/3 der Hinterflügellänge. Die Raupen besitzen noch acht Beinpaare, wenn auch die Bauchbeinpaare rudimentär sind. 

## Taxonomie
Die Unterfamilie beinhaltet vier Gattungen mit insgesamt 17 Arten. In Europa kommen nur zwei Arten aus der Gattung Orthostixis  vor, die im östlichen Südeuropa verbreitet sind. Im Norden erreicht sie Ungarn, im Osten Rumänien, Moldawien, die südliche Ukraine und Südrussland.
- Orthostixis
  - Orthostixis cribraria (Hübner, 1799)
  - Orthostixis cinerea Wehrli, 1932 Zypern, Endemit.[2]
    - Orthostixis cinerea amanensis Wehrli, 1932. In Kleinasien, dem Nahen Osten, Iran und Kaukasus-Gebiet.[1]